# Catasetum ferox
Catasetum ferox är en orkidéart som beskrevs av Friedrich Fritz Wilhelm Ludwig Kraenzlin. Catasetum ferox ingår i släktet Catasetum och familjen orkidéer. Inga underarter finns listade i Catalogue of Life.

## Bildgalleri

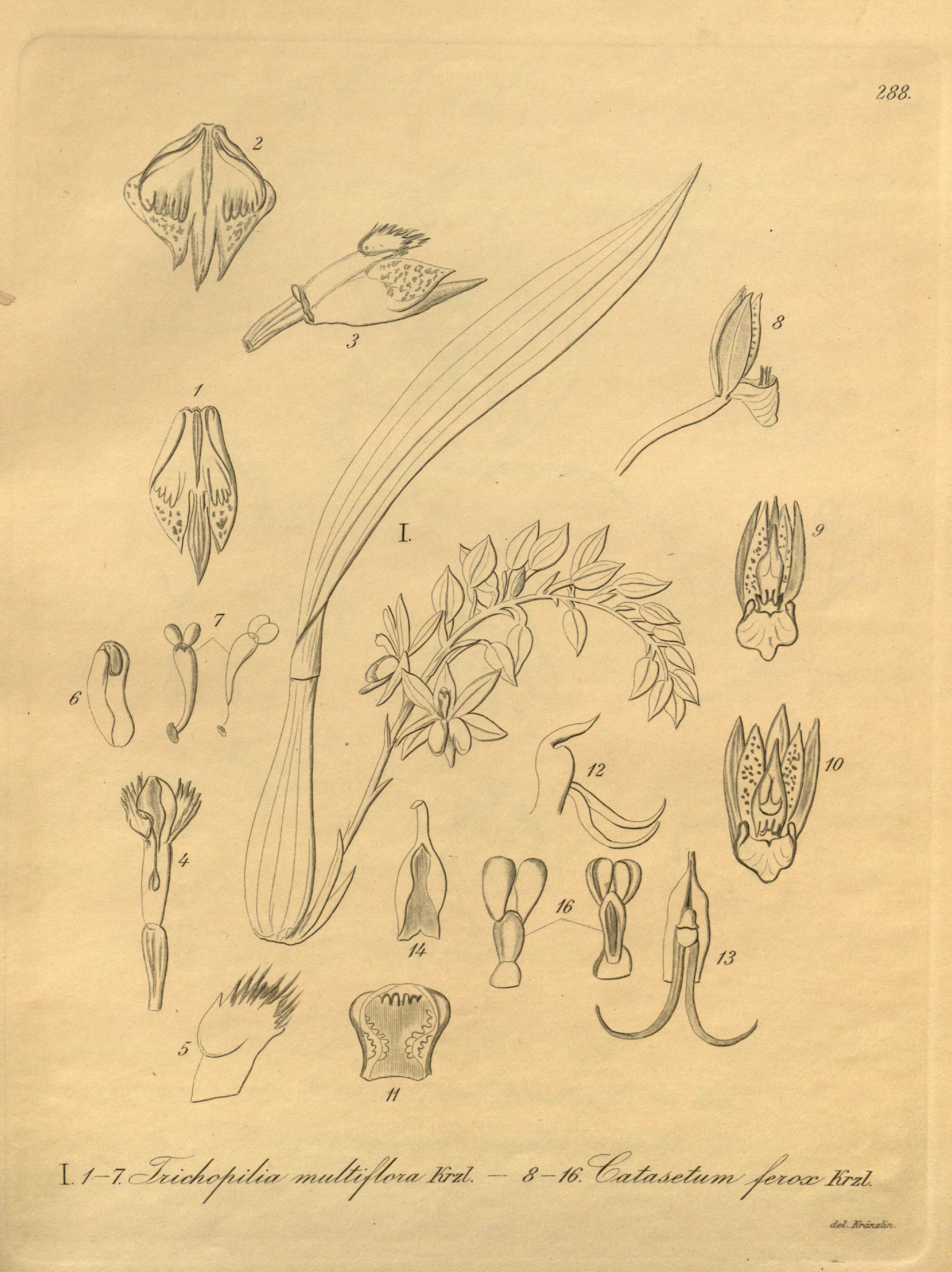